# 布崎站

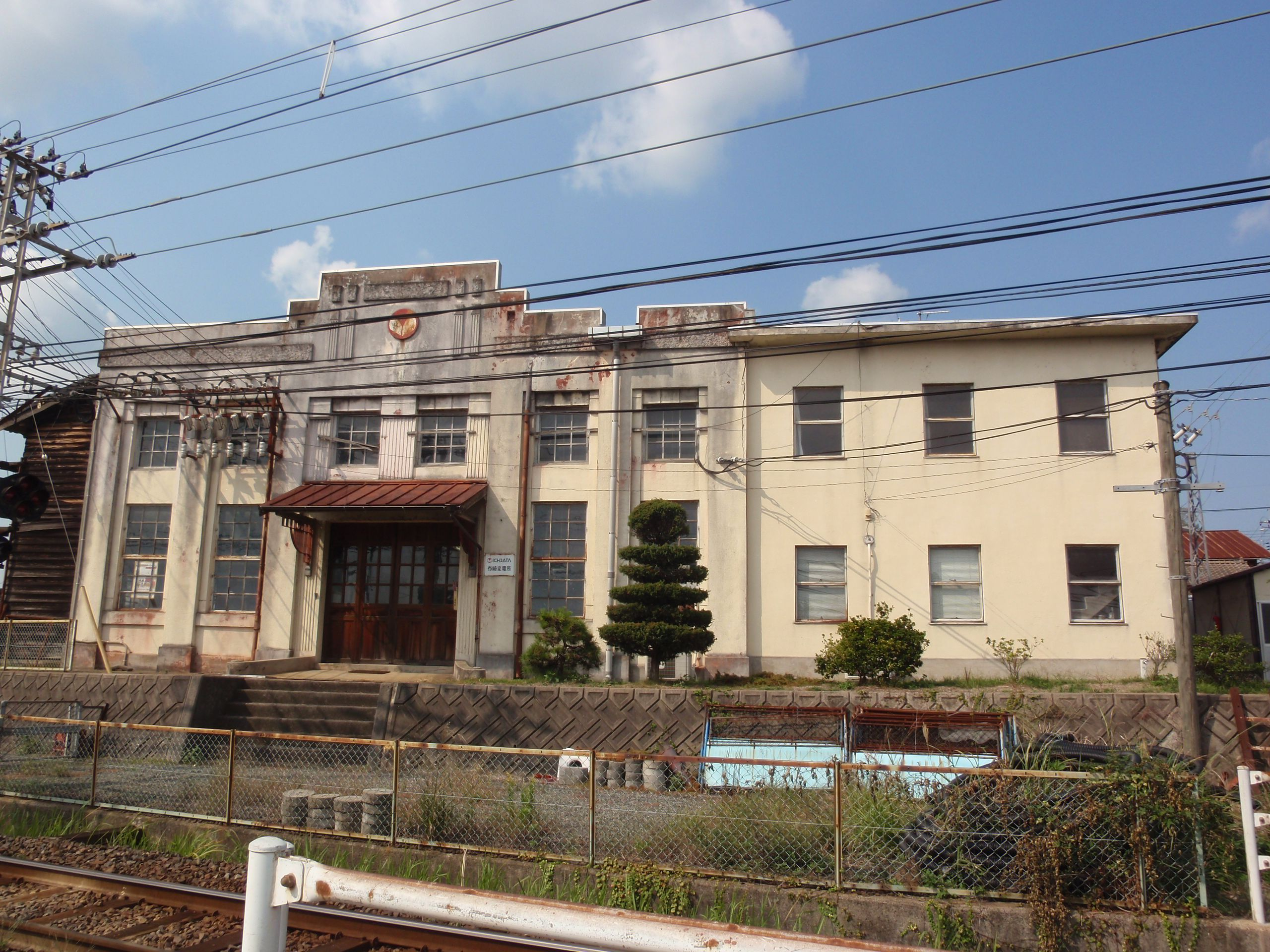
布崎變電站

布崎站（日语：／ Nunozaki eki */?）是位於島根縣出雲市園町，一畑電車北松江線的車站。車站編號為10。

## 歷史
- 1915年（大正4年）2月4日 - 車站啟用。
- 1916年（大正5年）6月5日 - 車站向園站一方遷移。雲州平田至布崎之間距離由1.8哩變為2.2哩，布崎至園之間距離由1.3里變為0.9里[1]。
- 1983年（昭和58年）1月17日 - 成為無人車站[2]。
  - 但是在2004年前，除了學校長假期外，平日早上（實施期間的最後時期之時段為7時35分至8時35分）設有職員當值。
- 2006年（平成18年）4月1日 - 一畑電氣鐵道把鐵路業務分拆成為獨立的全資子公司一畑電車，此站由一畑電車繼承。

## 車站構造
車站是一座地面車站，設有1面1線的單式月台。前往松江方向的列車會開啟右邊車門。此站是無人車站。由於月台位於急彎上，因此上落車時需要小心空隙。

## 車站周邊
- 布崎變電站

一畑電車的電氣供應處，於1927年（昭和2年）建成。在2010年電影《49歲的電車夢》於該處取景。在2011年1月26日登錄為國家登錄有形文化財。
- 平田園郵局
- 平田船川
- 國道431號（日语：国道431号）

## 使用狀況
根據「島根縣統計書」，以下為近年一日平均乘車人次列表。
| 年度   | 1日平均 乘車人次 | 1日平均 上下車人次 |
| ------ | ---------------- | ------------------ |
| 1999年 | 119              | 270                |
| 2000年 | 127              | 265                |
| 2001年 | 96               | 211                |
| 2002年 | 70               | 144                |
| 2003年 | 61               | 117                |
| 2004年 | 72               | 136                |
| 2005年 | 88               | 172                |
| 2006年 | 77               | 155                |
| 2007年 | 80               | 159                |
| 2008年 | 81               | 163                |
| 2009年 | 77               | 171                |
| 2010年 | 65               | 147                |
| 2011年 | 63               | 128                |
| 2012年 | 74               | 151                |
| 2013年 | 74               | 153                |
| 2014年 | 67               | 133                |
| 2015年 | 58               | 121                |
| 2016年 | 65               | 127                |
| 2017年 | 66               | 138                |
| 2018年 | 65               | 139                |

## 相鄰車站
一畑電車
北松江線
■特急「Super Liner」（平日早上只有下行班次）、■急行「出雲大社號」（假日日間只有下行班次）、■急行（只有平日黃昏上行1班）
雲州平田（9）－布崎（10）－一畑口（13）
■普通
雲州平田（9）－布崎（10）－湖遊館新站（11）

## 注腳
1. ↑  「軽便鉄道停留場位置変更」《官報》1916年6月13日（國立國會圖書館數碼化資料）
2. ↑  寺田裕一《日本のローカル私鉄2000》，Neko出版，2000年，270頁。ISBN 4-87366-207-9
3. ↑  一畑電車公式サイト （页面存档备份，存于）（日語）
4. ↑  島根縣統計書

## 外部連結
- 10.布崎 | 停車站資訊 （页面存档备份，存于）（日語） - 一畑電車
- - 線上文化遺產（文化廳） （日語）